# Trubín (Berouni járás)
Trubín település Csehországban, a Berouni járásban. Trubín Svatá, Trubská, Zdice és Králův Dvůr településekkel határos. Lakosainak száma 575 fő (2024. január 1.).

## Népesség
A település lakosságának változását az alábbi diagram mutatja:
| Lakosok száma | 222  | 232  | 368  | 283  | 180  | 204  | 425  | 478  | 538  | 575  |
|               | 1869 | 1890 | 1921 | 1950 | 1980 | 2001 | 2017 | 2019 | 2022 | 2024 |